# Solaris Urbino 18
Solaris Urbino 18 je niskopodni zglobni autobus dizajniran za javni gradski prevoz, napravljen u Poljskoj, u blizini Poznanja.
To je drugi najpopularniji Solarisov model nakon solo verzije, Solaris Urbino 12. Od 2005. godine počela je proizvodnja treće generacije ovog autobusa, a 2014. godine je predstavljena i četvrta generacija ovog modela na sajmu u Hanoveru. Pored klasičnog dizel motora u ponudi su i motori na električni i CNG pogon, kao i produžena verzija, Solaris Urbino 18,75.

## Istorija

### Prva generacija(1999—2002)
Prva generacija Urbina 18 započela je proizvodnju u drugoj polovini 1999. godine. To je prvi Solarisov zglobni autobus koji je bio dugačak 18 metara. U prvoj godini proizvodnje najviše proizvedenih autobusa bilo je prodato u Poljsku, u grad Gdinj. Prodaja je loše išla zbog visoke cene i prevoznici su radije kupovali jeftinije autobuse od 15 metara. U narednom periodu Solarisovi autobusi dospeli su i u jos 12 gradova, pretežno u Poljskoj. Takodje, izvozili su autobuse u Berlin i u Rigu.

### Druga generacija(2002—2005)
Proizvodnja druge generacije počela je u prvoj polovini 2002. godine. U odnosu na prvu generaciju nema nekih velikih razlika jer je Solaris u to vreme razvijao trolejbus Solaris Trollino 18. 

### Treća generacija(2005—2014)
Usled velikih porudžbina koje su dosle na njihovu adresu, Solaris se odlučuje na razvoj njihovog jedinog zglobnog modela. Prodaja raste i njihovi modeli polako zauzimaju vise gradova širom Evrope. Njihov model treće generacije dospeo je i na ulice prestonice Srbije, Beograda, nakon sto su pobedili na tenderu koji je raspisao najveci gradski prevoznik GSP Beograd. Solaris je GSP-u isporucio 200 autobusa tokom 2013. godine. Isporučeni autobusi imaju motor(DAF PR228, 310KS) koji zadovoljava Euro 5 standarde i sa njim uparen menjač ZF 6AP

### Četvrta generacija(2014-)
U periodu od 2014. godine Solaris se okrece ekološki prihvatljivim rešenjima i razvija svoj prvi hibridni autobus, posle neuspelog pokušaja 2006. godine, Solaris Urbino 12 Hybrid. Nakon uspešnog projekta sa solo verzijom, odlučuju da naprave i zglobnu verziju sa hibridnim motorom a iste godine u prodaju izlazi i taj model sa električnim motorom.